# Marie Stuart et Rizzio
Pour plus de détails, voir Fiche technique et Distribution.
Marie Stuart et Rizzio est un film muet français réalisé par Louis Feuillade, sorti en 1911. 

## Fiche technique
- Titre : Marie Stuart et Rizzio
- Réalisation : Louis Feuillade
- Scénario : Louis Feuillade
- Photographie : Albert Sorgius
- Montage :
- Producteur :
- Société de production : Société des Établissements L. Gaumont
- Société de distribution : Société des Établissements L. Gaumont
- Pays d'origine :  France
- Langue : film muet avec les intertitres en français
- Métrage : 272 mètres
- Format : Noir et blanc — 35 mm — 1,33:1 —  Muet
- Genre : Film dramatique, Film historique
- Durée : 9 minutes 10
- Date de sortie : 
  -  France : décembre 1911

## Distribution
- Luitz-Morat
- Edmond Bréon
- Renée Carl